# Mio, mijn Mio
Mio, mijn Mio (Zweedse titel: Mio, min Mio) is een jeugdboek van de Zweedse schrijfster Astrid Lindgren uit 1954. In 1987, werd het verfilmd onder de titel Mio in the Land of Faraway, met Nicholas Pickard als Mio, Christian Bale als Jum-Jum, Christopher Lee als Ridder Kato, en Timothy Bottoms als de koning.

## Plot
Bo Vilhelm Olsson ('Bosse') is een geadopteerd weeskind dat slecht behandeld wordt door zijn pleegouders, die liever een meisje hadden gehad. Zijn enige vrienden zijn de winkelierster mevrouw Lundin, zijn klasgenootje Benka en het paard Kalle Punt. Op een dag krijgt hij een mysterieuze boodschap van mevrouw Lundin, die hij moet posten en een als goud glanzende appel. Niet snel daarna bevrijdt hij een geest die op zoek is naar een jongen met een gouden appel in zijn hand. De geest neemt Bosse mee naar het Land in de verte, waar zijn vader de koning op hem wacht. Hier blijkt dat zijn werkelijke naam Mio is.
Mio's vader de koning houdt zielsveel van hem en geeft hem een prachtig paard. Samen met Jum-Jum, de zoon van de tuinman van de koning, verkent hij het hele rijk van zijn vader. Maar ondanks het feit dat Mio het heerlijk heeft bij zijn vader, schuilt er kwaad in het rijk. De wrede ridder Kato uit het Land daarbuiten rooft kinderen die hij in vogels betovert of een stenen hart geeft en in slaven verandert. En dan blijkt dat het Mio's lotsbestemming is om met ridder Kato te vechten. Op zijn trouwe paard Miramis en met Jum-Jum aan zijn zijde verlaat Mio het veilige kasteel en trekt ten strijde tegen ridder Kato.
- Gemeinsame Normdatei: 4780537-7
- Virtual International Authority File: 188302144